# Jovan Aćimović
Pour les articles homonymes, voir Acimovic.
Jovan Aćimović (né le 21 juin 1948) est un footballeur yougoslave. Il jouait au poste de milieu de terrain pour l'Étoile rouge Belgrade et l'équipe de Yougoslavie (55 sélections et 3 buts entre 1968 et 1978). Il fit partie de la sélection yougoslave lors de la Coupe du monde 1974 en Allemagne, inscrivant un but contre le Brésil. 
Aćimović formait avec Dragan Džajić un duo redoutable au milieu de terrain aussi bien à l'Etoile Rouge qu'en sélection.

## Clubs
- OFK Belgrade (1963-1965)
- Étoile rouge de Belgrade (1965-1976)
- Sarrebruck (1976-1978)

## Titres
- 4 championnats de Yougoslavie (1968, 1969, 1970, 1973) avec l'Etoile Rouge